# صمد أكايدن
صمد أكايدين (من مواليد 13 آذار (مارس) 1994) هو لاعب كرة قدم تركي محترف يلعب في مركز قلب الدفاع لفريق فنار باغجة (فنربهجة) والمنتخب التركي.